# 霍多希·尚多尔
霍多希·尚多尔（匈牙利語：Hódosi Sándor，1966年4月28日—），匈牙利男子皮划艇运动员。他曾代表匈牙利参加1988年夏季奥林匹克运动会皮划艇比赛，获得男子四人皮艇1000米金牌。